# Jonáš a doktor Matrace (album, 1990)
Jonáš a doktor Matrace je gramofonové dvojalbum vydané v roce 1990. Obsahuje mírně zkrácený záznam stejnojmenného představení divadla Semafor, které napsali Jiří Suchý a Jiří Šlitr. Oba autoři v něm také hráli hlavní role. LP desky vydala společnost Primus pod katalogovými čísly 10002-1802 a 10003-1802. Jednalo se o vůbec první gramodesku tohoto vydavatelství.

## Sestava alba a okolnosti vzniku
Jonáš a doktor Matrace byl poslední hrou, kterou společně napsali S+Š v roce 1969 před tragickou smrtí Jiřího Šlitra. Její záznam se dochoval díky nahrávce, kterou v divadle pořídil zvukař Bohumil Paleček. Vedle obou autorů v představení vystupovaly také tzv. Semafor Girls, v tomto případě  Věra Křesadlová, Petra Černocká, Eva Fröhlichová, Eliška Hájková, Jana Hamerníková a Marie Rösslerová. O hudební doprovod se postaral kvartet Jiřího Šlitra. V době uvádění inscenace vyšla také stejnojmenná gramofonová deska se studiovými verzemi vybraných písní. K premiéře navíc součást divadelního programu tvořil singl se záznamem ze zkoušek písní "Margareta" a "Jo, to jsem ještě žil". Ani jedna z těchto nahrávek ale nefiguruje v sestavě této kolekce.

## Vydání a přijetí alba
Dvojalbum se na trh dostalo v druhé polovině roku 1990 v obale od dvorního semaforského výtvarníka Karla Vilguse a s fotografiemi Ivana Englicha (v době premiéry provozního ředitele divadla Semafor). Zvukovou úpravu a sestřih záznamu provedli Tomáš Tomka a Ladislav Kuss, celý projekt zrealizoval Pavel Primus, který se již dříve podílel na albech Jonáš a tingltangl nebo Člověk z půdy. Deska byla velmi dobře přijata, publicista Pavel Klusák v Lidových novinách napsal: "Asi to opravdu byl jeden z na prostých vrcholů Semaforu: hustota slovních gagů až marnotrntná (a dnes, zdá se, už neopakovatelná), nonšalance, s jakou se Jiří Suchý přenáší k tématu zcela nesouvisejícímu s předchozím, rozkošně rozladěné Semafor girls, neodolatelná komika 'pana doktora! Jiřího Šlitra, písničky Mississippi, Proti všem, Jo, to jsem ještě žil. (...) V zájmu zacelení škvír, děr a trhlin rozsetých po naší kultuře zbývá jen trnout, vynoří-li se podobných archívů vícero." V roce 2006 se pod stejným titulem dočkali zájemci rozšířeného záznamu na značce And the End Record (CD), roku 2021 vyšel celý záznam hry s komentářem Lukáše Berného také na CD boxu "Ďáblova dobře placená procházka z Vinohrad" (Supraphon).

## Seznam skladeb
| Strana 1 | Strana 1                               | Strana 1               | Strana 1               | Strana 1 |
| Pořadí   | Název                                  | Autor                  | Zpěv                   | Délka    |
| -------- | -------------------------------------- | ---------------------- | ---------------------- | -------- |
| 1.       | Vyvěste fangle                         | Jiří Šlitr, Jiří Suchý | Jiří Suchý             | 4:04     |
| 2.       | Margareta                              | Jiří Šlitr, Jiří Suchý | Jiří Suchý             | 3:21     |
| 3.       | Kdo chce psa bít, vždycky si hůl najde | Jiří Šlitr, Jiří Suchý | Jiří Suchý             | 3:26     |
| 4.       | Mississippi                            | Jiří Šlitr, Jiří Suchý | Jiří Suchý, Jiří Šlitr | 4:20     |

| Strana 2 | Strana 2 | Strana 2                                             | Strana 2   | Strana 2 |
| Pořadí   | Název | Autor                                                | Zpěv       | Délka    |
| -------- | --- | ---------------------------------------------------- | ---------- | -------- |
| 5.       | Směs hitů: Tak jak ten Adam Chybí mi ta jistota Klementajn (Oh My Darling, Clementine) Modré punčochy Šišlala Bar Honolulu Škrhola Tulipán | Jiří Šlitr, Jiří Suchý Percy Montrose ("Klementajn") | Jiří Suchý | 4:04     |

| Strana 3 | Strana 3            | Strana 3                | Strana 3               | Strana 3 |
| Pořadí   | Název               | Autor                   | Zpěv                   | Délka    |
| -------- | ------------------- | ----------------------- | ---------------------- | -------- |
| 6.       | Kubistický portrét  | Jiří Šlitr, Jiří Suchý  | Jiří Suchý             | 3:47     |
| 7.       | Člověk, to zní hrdě | Jiří Šlitr, Jiří Suchý  | Jiří Suchý             | 3:13     |
| 8.       | Malá noční hudba    | Wolfgang Amadeus Mozart | Instrumentální skladba | 7:56     |
| 9.       | Kos                 | Jiří Šlitr, Jiří Suchý  | Jiří Suchý             | 3:12     |

| Strana 4 | Strana 4                 | Strana 4               | Strana 4               | Strana 4 |
| Pořadí   | Název                    | Autor                  | Zpěv                   | Délka    |
| -------- | ------------------------ | ---------------------- | ---------------------- | -------- |
| 10.      | Jo, to jsem ještě žil    | Jiří Šlitr, Jiří Suchý | Jiří Suchý             | 6:00     |
| 11.      | Kapitáne, kam s tou lodí | Jiří Šlitr, Jiří Suchý | Jiří Suchý             | 0:17     |
| 12.      | Oči sněhem zaváté        | Jiří Šlitr, Jiří Suchý | Jiří Suchý             | 0:29     |
| 13.      | Co jsem měl dnes k obědu | Jiří Šlitr, Jiří Suchý | Jiří Šlitr             | 0:20     |
| 14.      | Proti všem               | Jiří Šlitr, Jiří Suchý | Jiří Suchý, Jiří Šlitr | 3:01     |
| 15.      | Margareta                | Jiří Šlitr, Jiří Suchý | Jiří Suchý             | 6:31     |

## Hudební doprovod
- Rytmická skupina Jiřího Šlitra:
- Jiří Šlitr – piano
- Zdeněk Dvořák – basa
- Rudolf Růžička – bicí
- František Sojka – vibrafon a trombon